# Забілизна
Забілизна (рос. Забелизна) — присілок в Дубровському районі Брянської області Російської Федерації.
Населення становить 132 особи. Входить до складу муніципального утворення Пеклинське сільське поселення.

## Історія
Від 2005 року входить до складу муніципального утворення Пеклинське сільське поселення.

## Населення
| 2010 | 2013 |
| ---- | ---- |
| 140  | ↘132 |